# Ursula K. Le Guin
Ursula Kroeber Le Guin (US: /ˈɜːrsələ ˈkroʊbər ləˈɡwɪn/; 
sinh ngày 21 tháng 10 năm 1929, mất ngày 22 tháng 1 năm 2018) là một tác giả người Mỹ chuyên viết tiểu thuyết, sách trẻ em, và những câu chuyện ngắn, chủ yếu ở các thể loại kỳ ảo và khoa học viễn tưởng. Bà cũng làm thơ và viết tiểu luận. Xuất bản lần đầu vào năm 1960, các tác phẩm của bà thường miêu tả thế giới tương lai hay thế giới thay thế tưởng tượng trong chính trị, môi trường tự nhiên, giới tính, tôn giáo, tình dục và dân tộc ký. 
Le Guin sinh ra ở Berkeley, California, với mẹ là tác giả Theodora Kroeber và cha là nhân học giả Alfred Louis Kroeber. Bà nhận bằng thạc sĩ về tiếng Pháp, nhưng không hoàn tất bằng tiến sĩ sau khi cưới chồng là nhà sử học Charles Le Guin vào năm 1953. Bà bắt đầu viết toàn thời gian vào cuối những năm 1950s và đạt được thành công lớn với A Wizard of Earthsea (1968) và The Left Hand of Darkness (1969), tác phẩm được cho là kiệt tác bởi Harold Bloom. Cho những bộ sau này, Le Guin là người phụ nữ đầu tiên thắng giải Hugo và Nebula dành cho tiểu thuyết hay nhất. Bà viết thêm vài cuốn về Earthsea và vũ trụ Hainish; một bộ sách về quốc gia giả tưởng Orsinia, một số truyện cho trẻ em, và nhiều bản dân tộc ký.
Nhân văn học, Đạo giáo, chủ nghĩa nữ quyền, và các bài viết của Carl Jung có ảnh hưởng lớn đến tác phẩm của Le Guin. Nhiều câu chuyện của bà có nhân vật chính là nhà nhân chủng học hoặc nhà quan sát văn hóa, và quan niệm về cân bằng của Đạo giáo đã được phát hiện trong một số bài viết. Le Guin thường phá vỡ nguyên tắc của khoa học giả tưởng, như việc bao gồm nhân vật chính da màu trong Earthsea, và sử dụng phong cách viết và cấu trúc truyện khác thường trong tác phẩm thử nghiệm Always Coming Home (1985). Các chủ đề xã hội và chính trị, bao gồm chủng tộc, giới tính, tình dục và tuổi mới lớn, là những điểm nổi bật trong bài viết của Le Guin. Bà đã khám phá các cấu trúc chính trị thay thế trong nhiều câu chuyện, chẳng hạn như trong truyện ngắn triết học "The Ones Who Walk Away from Omelas" (1973) và tiểu thuyết không tưởng theo chủ nghĩa vô chính phủ The Dispossessed (1974).
Bài viết của Le Guin có ảnh hưởng lớn trong lĩnh vực tiểu thuyết suy đoán, và là chủ đề thu hút sự chú ý của giới phê bình. Bà đã nhận được nhiều giải thưởng, bao gồm tám giải Hugo, sáu giải Nebula và hai mươi hai giải Locus, và vào năm 2003, bà trở thành người phụ nữ thứ hai được vinh danh là Bậc Thầy của Các Nhà Văn Khoa Học Viễn Tưởng và Giả Tưởng của Mỹ. Thư viện Quốc hội Hoa Kỳ đã vinh danh bà là Huyền thoại sống vào năm 2000, và vào năm 2014, bà đã giành được Huy chương của Tổ chức Sách Quốc gia vì Đóng góp Xuất sắc cho Văn học Hoa Kỳ. Le Guin đã ảnh hưởng đến nhiều tác giả khác, bao gồm nhà văn đoạt giải Booker Salman Rushdie, David Mitchell, Neil Gaiman và Iain Banks. Sau khi bà qua đời vào năm 2018, nhà phê bình John Clute đã viết rằng Le Guin đã "chủ trì khoa học viễn tưởng Mỹ trong gần nửa thế kỷ", trong khi tác giả Michael Chabon gọi bà là "nhà văn Mỹ vĩ đại nhất trong thế hệ của bà".

## Tác phẩm

### SerieHải Địa
- A Wizard of Earthsea (Pháp sư xứ Hải Địa, 1968)
- The Tombs of Atuan (Mê cung xứ Hải Địa, 1971)
- The Farthest Shore (Bến bờ xa nhất, 1972)
- Tehanu (1990)
- Tales from Earthsea (Những câu chuyện từ xứ Hải Địa, 2001), tập truyện ngắn, tiểu luận gồm 7 tác phẩm
- The Other Wind (Phương gió khác, 2001)

### SerieHainish Cycle
- Rocannon's World (1966)
- Planet of Exile (1966)
- City of Illusions (1967)
- The Left Hand of Darkness (1969)
- The Word for World Is Forest (1972), truyện vừa
- The Dispossessed (1974)
- Four Ways to Forgiveness (1995), tập 4 truyện
- The Telling (2000)
- The Birthday of the World: and Other Stories (2002), tập 10 truyện
- The Hainish Novels & Stories (2017)

### SerieCatwings
- Catwings (1988)
- Catwings Return (1989)
- Wonderful Alexander and the Catwings (1994)
- Jane On Her Own (1999)

### SerieAnnals of the Western Shore
- Gifts (Những món quà, 2004)
- Voices (Những tiếng nói, 2006)
- Powers (Những quyền năng, 2007)

### Tiểu thuyết
- The Lathe of Heaven (1971)
- Very Far Away from Anywhere Else (1976)
- The Eye of the Heron (1978)
- The Beginning Place (1980)
- Always Coming Home (1985)
- Lavinia (2008)

### Tuyển tập tiểu luận
- From Elfland to Poughkeepsie (1973)
- The Language of the Night (1979)
- Dancing at the Edge of the World (1989)
- Way of the Water's Going (1989)
- Steering the Craft: Exercises and Discussions on Story Writing for the Lone Navigator or the Mutinous Crew (1998)
- The Wave in the Mind (2004)
- Cheek by Jowl (2009)
- Steering the Craft: A 21st-Century Guide to Sailing the Sea of Story (2015)
- Words Are My Matter: Writings About Life and Books, 2000–2016 (2016)
- No Time to Spare: Thinking About What Matters (2017)
- Dreams Must Explain Themselves and Other Essays 1972–2004 (2018)

### Tuyển tập truyện
- The Wind's Twelve Quarters (1975), 18 truyện
- Dreams Must Explain Themselves (1975)
- Orsinian Tales (1976), 11 truyện
- The Compass Rose (1982), 21 truyện
- Buffalo Gals, and Other Animal Presences (1987)
- Searoad (1991)
- A Fisherman of the Inland Sea (1994), 8 truyện
- Unlocking the Air and Other Stories (1996), 18 truyện
- Changing Planes (2002), 16 truyện
- The Wild Girls (2011)
- The Unreal and the Real: The Selected Stories of Ursula Le Guin (2012)

### Tuyển tập thơ
- Wild Angels (1975)
- Hard Words and Other Poems (1981)
- Wild Oats and Fireweed: New Poems (1988)
- Going out with Peacocks and Other Poems (1994)
- The Twins, The Dream: Two Voices (1997)
- Sixty Odd (1999)
- Incredible Good Fortune (2006)
- Four Different Poems (2007)
- Out Here: Poems and Images from Steens Mountain Country (2010)
- Finding My Elegy: New and Selected Poems (2012)
- Late in the Day: Poems 2010–2014 (2015)

### Sách thiếu nhi
- Leese Webster (1979)
- The Adventure of Cobbler's Rune (1982)
- Solomon Leviathan's Nine Hundred and Thirty-First Trip Around the World (1983)
- A Visit from Dr. Katz (1988)
- Fire and Stone (1988)
- Fish Soup (1992)
- A Ride on the Red Mare's Back (1992)
- Tom Mouse (2002)
- Cat Dreams (2009)

### Kịch bản
- King Dog: A Screenplay (1985)